# Seznam dílů pořadu One Man Show
Seznam dílů pořadu One Man Show uvádí přehled jednotlivých částí tohoto pořadu vysílaného internetovou televizí Televize Seznam.

## Přehled řad
| Řada (tzv. generace) | Díly | Premiéra na Televizi Seznam | Premiéra na Televizi Seznam |
| Řada (tzv. generace) | Díly | První díl                   | Poslední díl                |
| -------------------- | ---- | --------------------------- | --------------------------- |
| 1                    | 124  | 18. října 2008              | 13. prosince 2014           |
| 2                    | 35   | 6. října 2015               | 15. září 2020               |
| 3                    | 1    | 27. září 2020               | 27. září 2020               |

## Seznam dílů

### První řada (2008–2014)
| Č. v řadě           | Původní název                                                                  | Premiéra na Streamu |
| ------------------- | ------------------------------------------------------------------------------ | ------------------- |
| 1                   | Nový pořad na Streamu - ONE MAN SHOW                                           | 18. října 2008      |
| 2                   | The PILOT                                                                      | 30. listopadu 2008  |
| 3                   | NoiseBrothers                                                                  | 9. prosince 2008    |
| 4                   | Předvánoční tipy                                                               | 15. prosince 2008   |
| 5                   | Ríša Tajný                                                                     | 7. ledna 2009       |
| 6                   | Problém z plynem vyřešen!                                                      | 15. ledna 2009      |
| 7                   | DaweEmsi                                                                       | 21. ledna 2009      |
| 8                   | Irglová rozchod ?                                                              | 28. ledna 2009      |
| 9                   | Za kolik ?                                                                     | 11. února 2009      |
| 10                  | Nekecej!                                                                       | 4. března 2009      |
| 11                  | Kurz sebeobrany                                                                | 20. března 2009     |
| 12                  | co vás čeká a nemine !                                                         | 1. dubna 2009       |
| host Ruda z Ostravy |                                                                                |                     |
| 13                  | Prasečí chřipka !                                                              | 5. května 2009      |
| 14                  | David Kraus                                                                    | 19. května 2009     |
| 15                  | Kim Čong-ilovy vejce                                                           | 2. června 2009      |
| 16                  | Lukáš Pavlásek                                                                 | 17. června 2009     |
| 17                  | Pocta Michaelu Jacksonovi                                                      | 1. července 2009    |
| 18                  | Karolína Vrbasová                                                              | 14. července 2009   |
| 19                  | Dominika Mesarošová                                                            | 23. září 2009       |
| 20                  | Nehulte travu děcka!                                                           | 6. října 2009       |
| 21                  | Zdeněk Škromach                                                                | 20. října 2009      |
| 22                  | Zdeněk Pohlreich                                                               | 18. listopadu 2009  |
| 23                  | Tohle jste ještě neviděli !                                                    | 28. prosince 2009   |
| 24                  | Tohle ještě nikdo z vás neviděl!                                               | 13. ledna 2010      |
| 25                  | Ondřej Hejma                                                                   | 13. ledna 2010      |
| 26                  | Nejlepší dárek na Valentýna?!                                                  | 10. února 2010      |
| 27                  | Eva Jeníčková                                                                  | 24. února 2010      |
| 28                  | Leoš Mareš vydíral Kazmu?!                                                     | 10. března 2010     |
| 29                  | Libor Bouček                                                                   | 24. března 2010     |
| 30                  | rvačka s režisérem                                                             | 7. dubna 2010       |
| 31                  | Milion za milion!                                                              | 5. května 2010      |
| 32                  | Sestřich záběrů, které jste neměli vidět!                                      | 19. května 2010     |
| 33                  | Předvolební speciál                                                            | 24. května 2010     |
| host Václav Kubata  |                                                                                |                     |
| 34                  | Záběry, které jste ještě neviděli!                                             | 4. června 2010      |
| 35                  | Tomio Okamura                                                                  | 16. června 2010     |
| 36                  | Homosexuální rap                                                               | 30. června 2010     |
| host Janek Rubeš    |                                                                                |                     |
| 37                  | Ben Cristovao                                                                  | 14. července 2010   |
| 38                  | Blondýna z růžového blogísku                                                   | 27. července 2010   |
| 39                  | Petr Zvěřina                                                                   | 11. srpna 2010      |
| 40                  | Pejskové se koušou                                                             | 25. srpna 2010      |
| 40                  | Pejskové se koušou                                                             | 25. srpna 2010      |
| 41                  | Ladislav Špaček                                                                | 8. září 2010        |
| 42                  | Bomba v autě!                                                                  | 22. září 2010       |
| 43                  | Indy & tyč                                                                     | 6. října 2010       |
| 44                  | Tohle neměl nikdo vidět!                                                       | 20. října 2010      |
| 45                  | Ewa Farna                                                                      | 3. listopadu 2010   |
| 46                  | Julian Záhorovský                                                              | 17. listopadu 2010  |
| 47                  | Škola svádění                                                                  | 1. prosince 2010    |
| 48                  | Iveta Bartošová                                                                | 15. prosince 2010   |
| 49                  | Tohle jsem já                                                                  | 29. prosince 2010   |
| 50                  | Richard Nedvěd                                                                 | 12. ledna 2011      |
| 51                  | Opilý Pomeje v rádiu                                                           | 26. ledna 2011      |
| 52                  | Tohle neměl nikdo vidět!                                                       | 9. února 2011       |
| 53                  | Gábina Dvořáková                                                               | 23. února 2011      |
| 54                  | FaceBook je zlo!                                                               | 9. března 2011      |
| 55                  | Radim Uzel                                                                     | 23. března 2011     |
| 56                  | Seznam koupil Stream!                                                          | 6. dubna 2011       |
| 57                  | Česká Miss Jitka Nováčková                                                     | 4. května 2011      |
| 58                  | Rapper Rytmus vtrhnul do studia a zabil moderátora! Tohle jste ještě neviděli! | 18. května 2011     |
| 59                  | Miro Šmajda                                                                    | 1. června 2011      |
| 60                  | Pokračování videa Kazmova napadení Rytmusem!                                   | 12. června 2011     |
| 61                  | Rytmus                                                                         | 29. června 2011     |
| 62                  | Tohle neměl nikdo vidět!                                                       | 13. července 2011   |
| 63                  | Jiří Paroubek                                                                  | 26. července 2011   |
| 64                  | Akutní příhoda                                                                 | 10. srpna 2011      |
| 65                  | Vojta Kotek                                                                    | 31. srpna 2011      |
| 66                  | Vlastík Plamínek                                                               | 21. září 2011       |
| 67                  | DJ Lucca                                                                       | 5. října 2011       |
| 68                  | Kristýna Kočí                                                                  | 19. října 2011      |
| 69                  | Jiří Langmajer                                                                 | 16. listopadu 2011  |
| 70                  | Josef Rychtář a Iveta Bartošová                                                | 14. prosince 2011   |
| 71                  | Pokus o pozvání Jirky Krampola do OMS                                          | 24. ledna 2012      |
| 72                  | Jiří Krampol                                                                   | 8. února 2012       |
| 73                  | Jana Bobošíková                                                                | 21. února 2012      |
| 74                  | Atai Omurzakov                                                                 | 9. března 2012      |
| 75                  | Lunetic                                                                        | 4. dubna 2012       |
| 76                  | Michal David                                                                   | 18. dubna 2012      |
| 77                  | Jiří X Doležal                                                                 | 2. května 2012      |
| 78                  | Tohle neměl nikdo vidět                                                        | 16. května 2012     |
| 79                  | Exmilenec Ivety Bartošové                                                      | 30. května 2012     |
| 80                  | Leo Beránek                                                                    | 20. června 2012     |
| 81                  | Nikol Štíbrová                                                                 | 3. července 2012    |
| 82                  | Andrej Babiš                                                                   | 18. července 2012   |
| 83                  | Karolína Topolová                                                              | 31. července 2012   |
| 84                  | Jiří Šlégr                                                                     | 15. srpna 2012      |
| 85                  | Anife Vyskočilová                                                              | 12. září 2012       |
| 86                  | Standa Hložek                                                                  | 26. září 2012       |
| 87                  | Viki Cabadaj                                                                   | 9. října 2012       |
| 88                  | Vystřihovánky                                                                  | 24. října 2012      |
| 89                  | Kateřina Kristelová                                                            | 13. listopadu 2012  |
| 90                  | Daniel Landa                                                                   | 28. listopadu 2012  |
| 91                  | 100. díl 0NE MAN SHOW                                                          | 13. února 2013      |
|                     |                                                                                |                     |
| 92                  | ViralBrothers                                                                  | 6. března 2013      |
| 93                  | Ornella Štiková rodí exkluzivně v OMS                                          | 14. března 2013     |
| 94                  | Metrix Steel (Legenda Hroznové lhoty)                                          | 28. března 2013     |
| 95                  | Alexander Hemala                                                               | 18. dubna 2013      |
| 96                  | Dáda Patrasová                                                                 | 8. května 2013      |
| 97                  | Josef Klíma                                                                    | 22. května 2013     |
| 98                  | Vystřihovánky                                                                  | 5. června 2013      |
| 99                  | Zdeněk Macura                                                                  | 23. července 2013   |
| 100                 | Matka Ornelly Štikové přistižena                                               | 21. srpna 2013      |
| 101                 | Originální odchod z Fajn radia                                                 | 6. září 2013        |
| 102                 | Párty lajf, nejhorší videoklip v historii internetu                            | 18. září 2013       |
| 103                 | Miliardář Karel Janeček                                                        | 9. října 2013       |
| 104                 | Michal Horáček                                                                 | 23. října 2013      |
| 105                 | Jakub Kohák                                                                    | 6. listopadu 2013   |
| 106                 | Kato                                                                           | 4. prosince 2013    |
| 107                 | David Rath                                                                     | 18. prosince 2013   |
| 108                 | Novoroční vystřihovánky                                                        | 31. prosince 2013   |
| 109                 | Stanley Bradley                                                                | 15. ledna 2014      |
| 110                 | Petr Havlíček                                                                  | 29. ledna 2014      |
| 111                 | Dominika Myslivcová                                                            | 12. února 2014      |
| 112                 | Vladimir 518                                                                   | 28. února 2014      |
| 113                 | Pavel Podola - Inženýr z ulice                                                 | 13. března 2014     |
| 114                 | Michael Winslow                                                                | 28. března 2014     |
| 115                 | Orion - Legenda české hip-hopové scény                                         | 11. dubna 2014      |
| 116                 | Oto Klempíř                                                                    | 30. dubna 2014      |
| 117                 | Ivan Jonák                                                                     | 15. května 2014     |
| 118                 | Vystřihovánky                                                                  | 4. června 2014      |
| 119                 | Libor Podmol                                                                   | 18. června 2014     |
| 120                 | Honza Zelenka                                                                  | 2. července 2014    |
| 121                 | Pavel Valoušek - Mistr ČR v rally                                              | 3. září 2014        |
| 122                 | Jarda Jágr!                                                                    | 18. září 2014       |
| 123                 | Pavel Podola - Inženýr z ulice (2)                                             | 15. října 2014      |
| 124                 | Nepoužité záběry                                                               | 31. prosince 2014   |

### Druhá řada (2015–2020)
| Č. v řadě | Původní název                                                                       | Premiéra na Televizi Seznam |
| --- | ----------------------------------------------------------------------------------- | --------------------------- |
| 1 | Kazmovo nečekané prohlášení!                                                        | 6. října 2015               |
| 2 | Katy Perry                                                                          | 14. října 2015              |
| 3 | Katy Perry – Making of                                                              | 20. října 2015              |
| 4 | Jim Carrey – Teaser                                                                 | 4. listopadu 2015           |
| 5 | Jim Carrey                                                                          | 11. listopadu 2015          |
| 6 | Jim Carrey – Making of                                                              | 19. listopadu 2015          |
| 7 | Yes Man – Teaser                                                                    | 25. listopadu 2015          |
| 8 | Yes Man                                                                             | 13. prosince 2015           |
| 9 | Yes Man – Making of (1)                                                             | 6. ledna 2016               |
| 10 | Yes Man – Making of (2)                                                             | 9. ledna 2016               |
| 11 | Casting – Teaser                                                                    | 12. dubna 2016              |
| 12 | Casting                                                                             | 19. dubna 2016              |
| 13 | Casting – Making of                                                                 | 26. dubna 2016              |
| 14 | MS v hokeji 2016 – Teaser                                                           | 31. května 2016             |
| 15 | MS v hokeji 2016                                                                    | 8. května 2016              |
| 16 | MS v hokeji 2016 – Making of                                                        | 22. června 2016             |
| 17 | Dacjukova brusle – Teaser                                                           | 29. června 2016             |
| 18 | Dacjukova brusle                                                                    | 19. července 2016           |
| 19 | Dacjukova brusle – Making of                                                        | 27. července 2016           |
| 20 | Kazma je zpátky a bude to zase velký!                                               | 7. března 2017              |
| 21 | Nový díl plný neuvěřitelných zvratů skončil žalobou od Justina Biebera              | 15. března 2017             |
| 22 | Takto v Praze probíhalo natáčení největšího podvodu na Justina Biebera              | 22. března 2017             |
| 23 | Nový díl je na spadnutí a překvapí celou Českou republiku                           | 10. května 2017             |
| 24 | Odhalení největšího televizního skandálu v Česku                                    | 16. května 2017             |
| Ústředním bodem tohoto dílu bylo režírování fiktivně psychicky nemocného soutěžícího z kulinářského pořadu Prostřeno! vysílaného na televizi Prima. Kazma tajně najal herce, který měl během natáčení pořadu televize Prima v uchu ukryté sluchátko, prostřednictvím kterého ho Kazma řídil, o čemž štáb televize Prima nevěděl. Hlavní postava show měla tříměsíční erekci, chovala v bytě slepici a spala v rakvi a měla zálibu ve více než zralých ženách a sadomasochismu. Hlavní postavu show ztvárnil amatérský herec Karel Ondrka. Jídlo, které zdánlivě vařila ústřední postava ztvárněná hercem Karlem Ondrkou bylo v elektrické troubě se zadními dvířky vyměňováno za jídlo uvařené špičkovými profesionálními kuchaři z nejlepších surovin v restauraci v přízemí domu. Kazma se zaštiťoval tvrzením, že se snažili veřejnosti osvětlit problematiku nemoci zvané Touretteův syndrom. |                                                                                     |                             |
| 25 | Prostřeno! Making of: Zákulisí největšího televizního skandálu v Česku              | 27. května 2017             |
| 26 | Nejdiskutovanější kauza Kazma vs. Mareš bude mít nečekané odhalení                  | 10. září 2018               |
| 27 | Odhalení skandálu prohrané sázky o Ferrari za 8 000 000 Kč                          | 12. září 2018               |
| 28 | Song Cizí zeď od Kazmovy ONEMANSHOW Foundation                                      | 13. září 2018               |
| 29 | Odhalení zákulisí natáčení ONE MAN SHOW 1/10                                        | 19. září 2018               |
| 30 | Po roce je to zase tady! Nová ONEMANSHOW. Už za týden 11. března                    | 4. března 2020              |
| 31 | Jágr pomohl Kazmovi napálit Davida Copperfielda a je z toho skandál po celém světě! | 11. března 2020             |
| 32 | Making of: Jak jsme se dostali k papeži Františkovi                                 | 27. března 2020             |
| 33 | Tajný český projekt, na kterém se pracovalo přes 4 roky!                            | 2. září 2020                |
| 34 | Prezident Miloš Zeman se stal obětí dlouho utajované mystifikace!                   | 9. září 2020                |
| 35 | Takhle se natáčela blamáž s falešným prezidentem Zemanem v Číně                     | 15. září 2020               |

### Třetí řada (od 2020)
| Č. | Původní název                                                            | Premiéra na Stream.cz |
| -- | ------------------------------------------------------------------------ | --------------------- |
| 1  | Někde v České republice je zakopaný Range Rover. V kufru je 1 000 000 Kč | 27. září 2020         |

### Bonusy
| Č. | Původní název                                                               | Premiéra na Stream.cz |
| -- | --------------------------------------------------------------------------- | --------------------- |
| 1  | Kazma hledá střihače                                                        | 23. prosince 2015     |
| 2  | 1000x OMS Pack – za 24 hod to odstartuje!                                   | 17. prosince 2016     |
| 3  | Režisér ONE MAN SHOW: Jak vzniká reality show na druhou                     | 18. května 2017       |
| 4  | Kazma a Karel Ondrka: Co se dělo v zákulisí? Největší krizovky při natáčení | 18. května 2017       |